# Мітоген
Мітоген — пептид або невеликий білок, який спонукає клітину розпочати власне ділення: мітоз. Мітогенез — це індукція (ініціювання) мітозу, як правило, через мітоген. Механізм дії мітогену полягає в тому, що він запускає шляхи трансдукції сигналу за участю активованої мітогеном протеїнкінази (англ. MAPK), що призводить до мітозу.